# Elvire Popesco

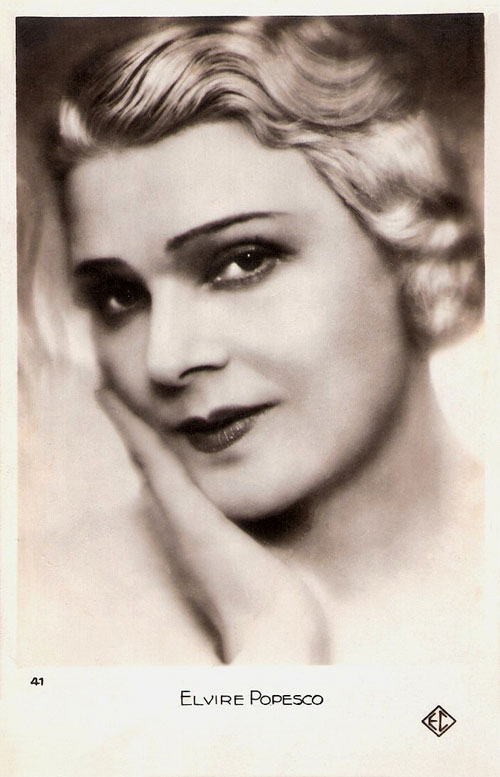
Elvire Popesco.

Elvire Popesco, född Elvira Popescu 10 maj 1894 i Bukarest, Kungariket Rumänien, död 11 december 1993 i Paris, Frankrike, var en rumänsk-fransk skådespelare. Popesco filmdebuterade 1911 i två filmer som inte finns bevarade. 1912 medverkade hon i en av Rumäniens tidigaste långfilmer, Independenta Romaniei. På 1920-talet flyttade hon till Paris och blev på 1930-talet en populär komediaktör i fransk film.

## Filmografi, urval
- 1912 – Independenta Romaniei
- 1937 – Aristokraternas klubb
- 1937 – Den gröna fracken
- 1937 – Mannen för da'n
- 1939 – De voro 9 ungkarlar
- 1939 – Bakom fasaden
- 1940 – Kärlekens melodi
- 1942 – Den blå slöjan
- 1960 – Het sol